# Annelie Adamsdotter

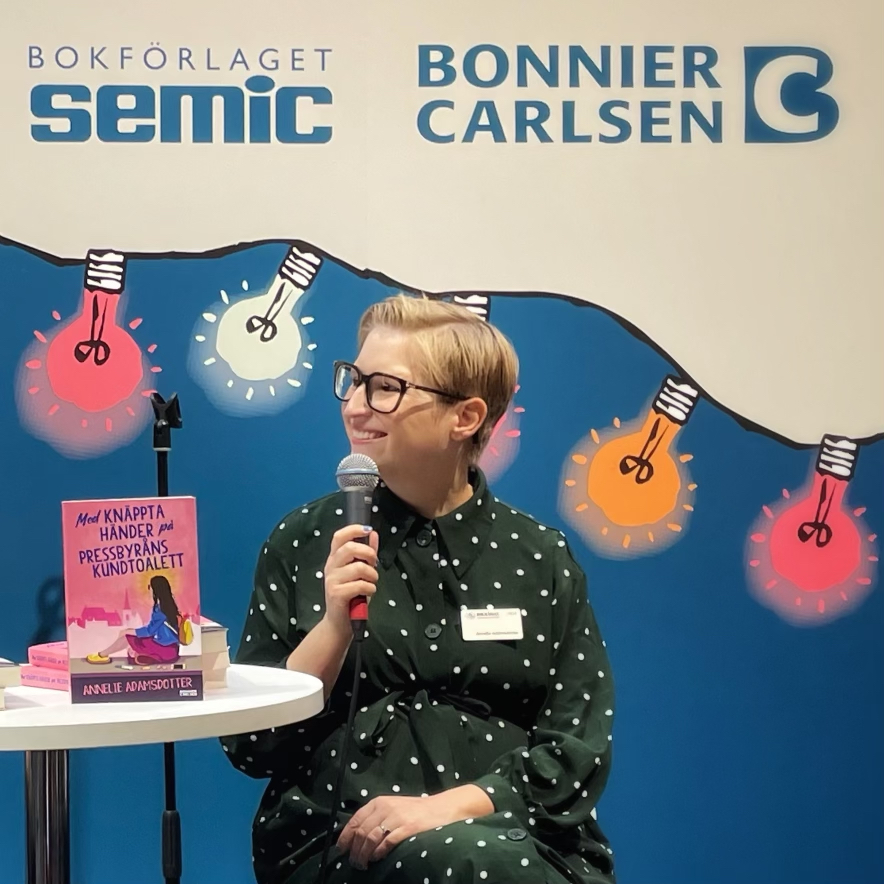

Annelie Adamsdotter, född 10 januari 1990, är en svensk barn- och ungdomsförfattare. Hon debuterade med mellanåldersboken När regnbågen exploderade och tomten dog på Bokförlaget Opal 2023. Året därpå utkom hennes första ungdomsroman, Med knäppta händer på Pressbyråns kundtoalett, på Bonnier Carlsen.
När regnbågen exploderade och tomten dog är nominerad till Prisma Litteraturpris för Årets Barn- och ungdomsbok 2024.